# ミス・ユニバース2001
ミス・ユニバース2001（Miss Universe 2001、第50回ミス・ユニバース世界大会）は2001年5月11日にプエルトリコのバヤモンのルーベン・ロドリゲス・コロシアムで開催された。最後にプエルトリコのデニス・キニョネスが優勝し、インドのララ・ダッタから後継者として栄冠を授けられた。この年は77か国の代表が競った。日本からは荒内美沙緒が出場した。
プエルトリコはアメリカ合衆国に次いで、ミス・ユニバースの開催国で優勝した2番目の国となった。

## 最終結果

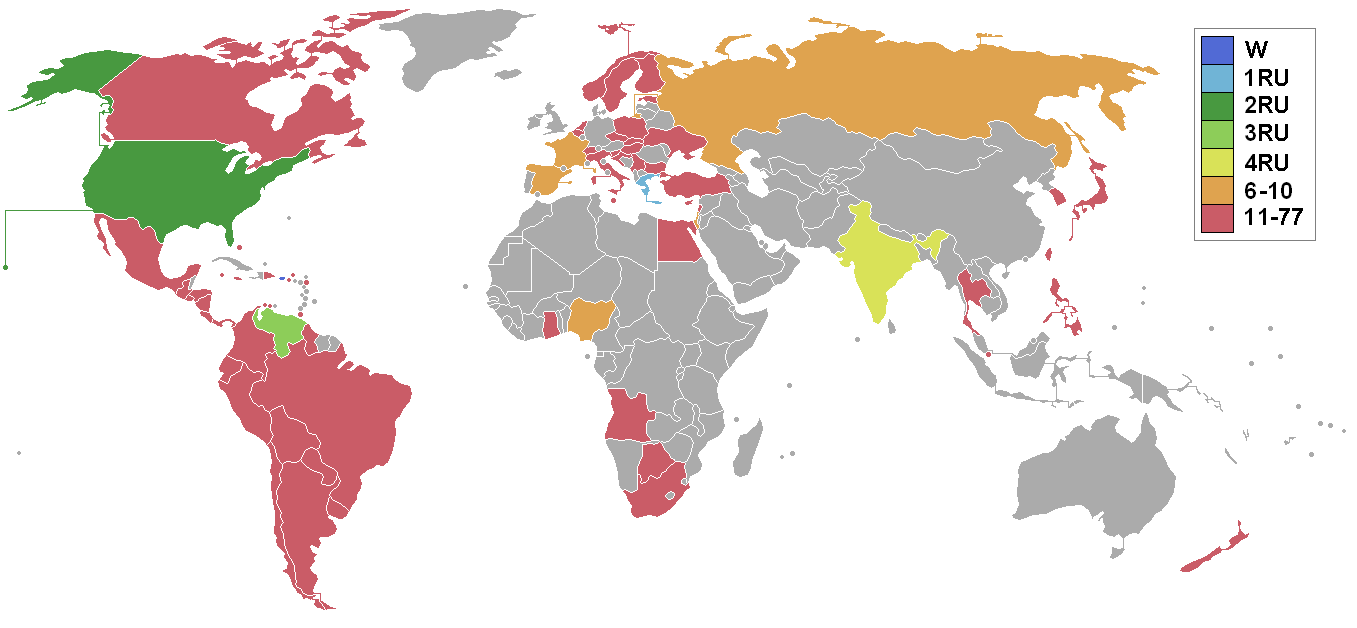
ミス・ユニバース2001の参加国・地域と最終結果

### 入賞者
| 最終結果             | 参加者 |
| -------------------- | --- |
| ミス・ユニバース2001 | - プエルトリコ – デニス・キニョネス（Denise Quiñones） |
| 第2位                | - ギリシャ – エベリナ・パパントニオウ（Evelina Papantoniou） |
| 第3位                | - アメリカ – キャンディス・クルーガー（Kandace Krueger） |
| 第4位                | - ベネズエラ – エバ・エクバル（Eva Ekvall） |
| 第5位                | - インド – セリーナ・ジャイトリー（Celina Jaitly） |
| トップ10             | - フランス – エロディ・ゴッサン - イスラエル – イラニート・レビ - ナイジェリア – アグバニ・ダレゴ - ロシア – オクサーナ・カランディレツ - スペイン – エバ・シソ |

### 特別賞
- バハマ - ミス・コンジニアリティ（ナケラ・シムズ）
- プエルトリコ - ミス・フォトジェニック（デニス・キニョネス）
- 韓国 - ベスト・ナショナル・コスチューム（キム・サラン）